# Jörn-Uwe Lommel
Jörn-Uwe Lommel, né le 21 février 1958 à Siegen, est un handballeur international Allemand évoluant au poste d'ailier droit. Depuis 1993, il s'est reconverti en entraîneur.

## Palmarès
En tant que joueur
- Champion d'Allemagne en 1986 (TUSEM Essen)
  - Vice-Champion d'Allemagne en 1993 (TV Niederwürzbach)

En tant qu'entraîneur
- Vainqueur de la Coupe des Villes en 1995 (TV Niederwürzbach)
- Champion d'Afrique en 2004 (Egypte)
- Champion d'Allemagne de D2 en 2007 (Füchse Berlin)